# 保岡宏武
保岡 宏武（やすおか ひろたけ、1973年〈昭和48年〉5月6日 - ）は、日本の政治家。自由民主党所属の元衆議院議員（1期）。本名は保岡 広武。
父は第69代・第80代法務大臣の保岡興治。祖父に元衆議院議員の保岡武久と元和泊町長の武田恵喜光。

## 来歴
鹿児島県名瀬市（現・奄美市）生まれ。奄美市立奄美小学校、私立池田学園池田中学校(1期生)、県立錦江湾高等学校理数科(20期生)、青山学院大学法学部卒業。
広告関連会社社員を経て、2000年に帰鹿し、鹿児島大学大学院農学研究科焼酎学専攻を修了。父・保岡興治衆議院議員の公設第一秘書を務め、鹿児島事務所長を歴任。
2017年10月8日、父・興治が膵臓がんにより療養生活に入ることを理由に当初予定していた第48回衆議院議員総選挙への立候補を断念することを発表。急遽、後継候補として宏武が鹿児島1区から立候補した。投開票の結果、74,831票を獲得するも1,868票差で立憲民主党公認の川内博史に敗北。惜敗率は97.56%だったが比例との重複立候補をしていなかったため、そのまま落選となった。
2018年、自由民主党鹿児島県ふるさと創生支部長に就任。
2021年9月、自民党は次期衆院選鹿児島1区の候補者を宮路拓馬とし、保岡は比例単独候補とすることを決めた。鹿児島県衆議院比例区第一支部長に就任。
同年10月の第49回衆議院議員総選挙では比例九州ブロックの単独候補（2位）で立候補し、初当選した。
2023年2月10日、自民党は保岡を衆院鹿児島2区支部長に選任した。2024年10月の第50回衆議院議員総選挙で無所属の三反園訓に敗れ落選した。当選後、三反園は自民党会派に入会した。
2025年1月10日、自民党は三反園の入党を決定した。同月18日、自民党鹿児島県連は保岡を鹿児島2区支部長に、三反園を新設する県衆議院支部長にそれぞれ選任した。事実上、同一選挙区に支部長を2人置くことになり、2区公認については、今後の政治活動などから判断する。

## 人物

### 統一教会との関係
- 2021年5月に世界平和統一家庭連合（旧・統一教会）の関連団体「鹿児島県平和大使協議会」が開いたイベント「鹿児島未来フォーラム2021」の後援申請資料に、小里泰弘、金子万寿夫とともに顧問として記載された。理事には自民党県議の酒匂卓郎と柴立鉄平が名を連ねた[16]。
- 2022年7月23日に開催が予定されていた、統一教会の関連団体「天宙平和連合（UPF）」が主催する自転車イベント「ピースロード2022 in鹿児島」の実行委員会の顧問を、小里、金子とともに務めた。なおイベントは中止された[17]。
- 2022年9月8日に自民党が旧統一教会との関係を点検したうえで報告するよう求め、集計を進めた結果、団体の会合への出席、挨拶をしたことが判明した。

### その他
- 家族は妻と4人の息子。
- 趣味はフラダンス、サップ、トランペット、音楽鑑賞。
- 小学5年生のころ、トランペットに出会い、青山学院大学時代はビッグバンドジャズ部に所属。
- 料理も好きで、子ども達にも冷蔵庫にあるものでさっとパスタを作ったりしている[18]
- 焼酎好きが高じて鹿児島大学大学院農学研究科[19]焼酎学を受講し修了している。
- 座右の書：貞観政要[20]
- 鹿児島県卓球協会顧問

## 選挙歴
| 当落 | 選挙                   | 執行日         | 選挙区           | 政党       | 得票数    | 得票率 | 定数 | 得票順位 /候補者数 | 政党内比例順位 /政党当選者数 |
| ---- | ---------------------- | -------------- | ---------------- | ---------- | --------- | ------ | ---- | ------------------ | ---------------------------- |
| 落   | 第48回衆議院議員総選挙 | 2017年10月22日 | 鹿児島県第1区    | 自由民主党 | 7万4831票 | 40.78% | 1    | 2/4                | /                            |
| 当   | 第49回衆議院議員総選挙 | 2021年10月31日 | 比例九州ブロック | 自由民主党 | ーー票    | ーー   | 20   | /                  | 2/8                          |
| 落   | 第50回衆議院議員総選挙 | 2024年10月27日 | 鹿児島県第2区    | 自由民主党 | 5万4847票 | 31.32% | 1    | 2/5                | 12/8                         |